# 아수라 (프로게이머)
아수라(본명: 조상원, 1994년 11월 28일 ~ )는 대한민국의 배틀그라운드 프로게이머 겸 지도자이다. 아이디는 Asura이며, 현재 Gen.G 소속이다.

## 소속팀

### 선수
| # | 팀명   | 소속 기간               | 소속 리그 | 비고  |
| - | ------ | ----------------------- | --------- | ----- |
| 1 | MVP    | 2019.01.04 ~ 2019.05.06 | PKL       |       |
| 2 | 그리핀 | 2019.05.06 ~ 2021.04.06 | PKL PWS   |       |
| 3 | Gen.G  | 2021.04.06 ~            | PWS       | [ 1 ] |

### 지도자
| # | 팀명  | 직책        | 소속 기간    | 소속 리그 | 비고 |
| - | ----- | ----------- | ------------ | --------- | ---- |
| 1 | Gen.G | 플레잉 코치 | 2022.01.02 ~ | PWS       |      |

## 수상 내역
- 배틀그라운드 위클리 시리즈 페이즈 1 1주 우승
- 펍지 콘티넨탈 시리즈 1 아시아 3위
- 2020 인천 e스포츠 챌린지 배틀그라운드 준우승
- 배틀그라운드 스매쉬컵 시즌 3 우승
- 2021 펍지 위클리 시리즈: 동아시아 페이즈 1 준우승
- 2021 펍지 위클리 시리즈: 동아시아 페이즈 2 우승
- 배틀그라운드 스매쉬컵 시즌 6 우승
- 2022 아프리카TV 펍지 리그 시즌 1 준우승